# Museo de la Diáspora Cubana
El Museo de la Diáspora Cubana es un museo público de historia y sociología en Miami (Florida) sobre la diáspora cubana, en particular a la diáspora cubana en los Estados Unidos. La colección narra la historia de la diáspora cubana y eventos puntuales importantes para la comunidad cubana de Miami con exhibiciones sobre la revolución cubana y la Operación Peter Pan. En el pasado, el museo también ha tenido exhibiciones temporales sobre artistas y cantantes cubanos como Luis Cruz Azaceta, Celia Cruz y Rafael Soriano.
A unos pasos al oeste del museo se encuentra el parque de la Memoria Cubana que conecta con la Pequeña Habana al norte del museo.

## Edificio
El museo está albergado en el antiguo edificio del Centro Arturo di Filippi de la Gran Ópera de Florida. La Ópera había dejado de usar el edificio y se decidió usar el edificio para albergar el futuro Museo de la Diáspora Cubana. Para habilitar los espacios del edificio para el nuevo museo, el interior del inmueble se remodeló por los arquitectos de Rodríguez y Quiroga Arquitectos. La reforma tardó diez años en completarse y costó unos $10 millones de dólares estadounidenses con fondos del condado de Miami-Dade. El nuevo edificio y museo se inauguraron al público el 17 de noviembre de 2016.